# Polytrichum tibetanum
Polytrichum tibetanum là một loài rêu trong họ Polytrichaceae. Loài này được C. Gao mô tả khoa học đầu tiên năm 1979.